# Cuentos de hadas rusos

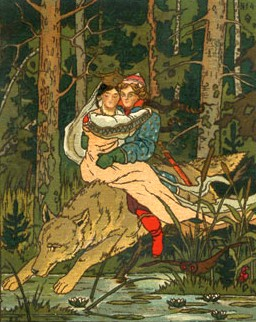
Ivan Tsarevich y el lobo gris (Zvorykin)

Un cuento de hadas ruso o cuento popular (Ruso: ска́зка; skazka) es un cuento de la cultura rusa.
Los cuentos vienen en varios subgéneros. Un cuento del tipo volshebnaya skazka (Ruso: волше́бная ска́зка, lit. "cuento mágico") es considerado un cuento de hadas.Un cuento de tipo Skazki o zhivotnykh son cuentos sobre animales y los cuentos tipo bytovye skazki son cuentos sobre la vida diaria. Estas variaciones de skazki le dan al término más profundidad y detalle a los distintos tipos de historias.
De manera similar a las tradiciones de Europa occidental, especialmente la colección en alemán publicada por los hermanos Grimm, el folclore ruso fue recopilado por primera vez por eruditos y estudiado sistemáticamente en el siglo XIX. Los cuentos de hadas y cuentos populares rusos fueron catalogados (compilados, agrupados, numerados y publicados) por Alexander Afanásiev en su obra Narodnye russkie skazki de la década de 1850. Los estudiosos del folclore todavía hacen referencia a sus textos recopilados cuando citan el número de una trama de skazka. Un análisis exhaustivo de los cuentos, describiendo las etapas de sus tramas y la clasificación de los personajes basados en sus funciones, fue desarrollado posteriormente, en la primera mitad del siglo XX, por Vladímir Propp (1895-1970).

## Historia
Los cuentos que aparecieron en la segunda mitad del siglo XVIII, se hicieron muy populares. La literatura era considerada un factor importante en la educación infantil rusa, que debían aprender lecciones morales de los cuentos. Durante en Romanticismo del siglo XVIII, poetas como Alexandr Pushkin y Piotr Yershov comenzaron a darle forma y a definir el espíritu popular ruso con sus cuentos. A lo largo de la década de 1860, a pesar del auge del realismo, los cuentos de hadas seguían siendo una fuente popular de literatura que inspiro a escritores como Hans Christian Andersen.

### Efectos del comunismo
Los mensajes de los cuentos de hadas empezaron a cambiar cuando Jose Stalin llego al poder con el movimiento comunista. Se creía que los cuentos tenían un gran poder de influencia en los niños, debido a eso Jose Stalin opto por instaurar restricciones sobre qué literatura era distribuida durante su régimen. Los cuentos creados a mediados del siglo XX fueron utilizados para imponer ideales y valores socialistas como se puede observar en muchas de las historias de la época. En comparación con los siglos pasados, los cuentos de hadas durante la existencia de la Unión Soviética tenía un enfoque más moderno, como se puede ver en cuentos como Grishka y el Astronauta de Anatoliy Mityaev. En Grishka y el Astronauta se resalta la pasión Rusa de viajar a través del espacio, haciendo un paralelo con la carrera espacial entre Rusia y Estados Unidos en  la época. Los cuentos también se enfocaban en la innovación y la invención que ayudaban a los personajes a superar retos, en lugar de la magia, como en tiempos pasados.

## Influencias

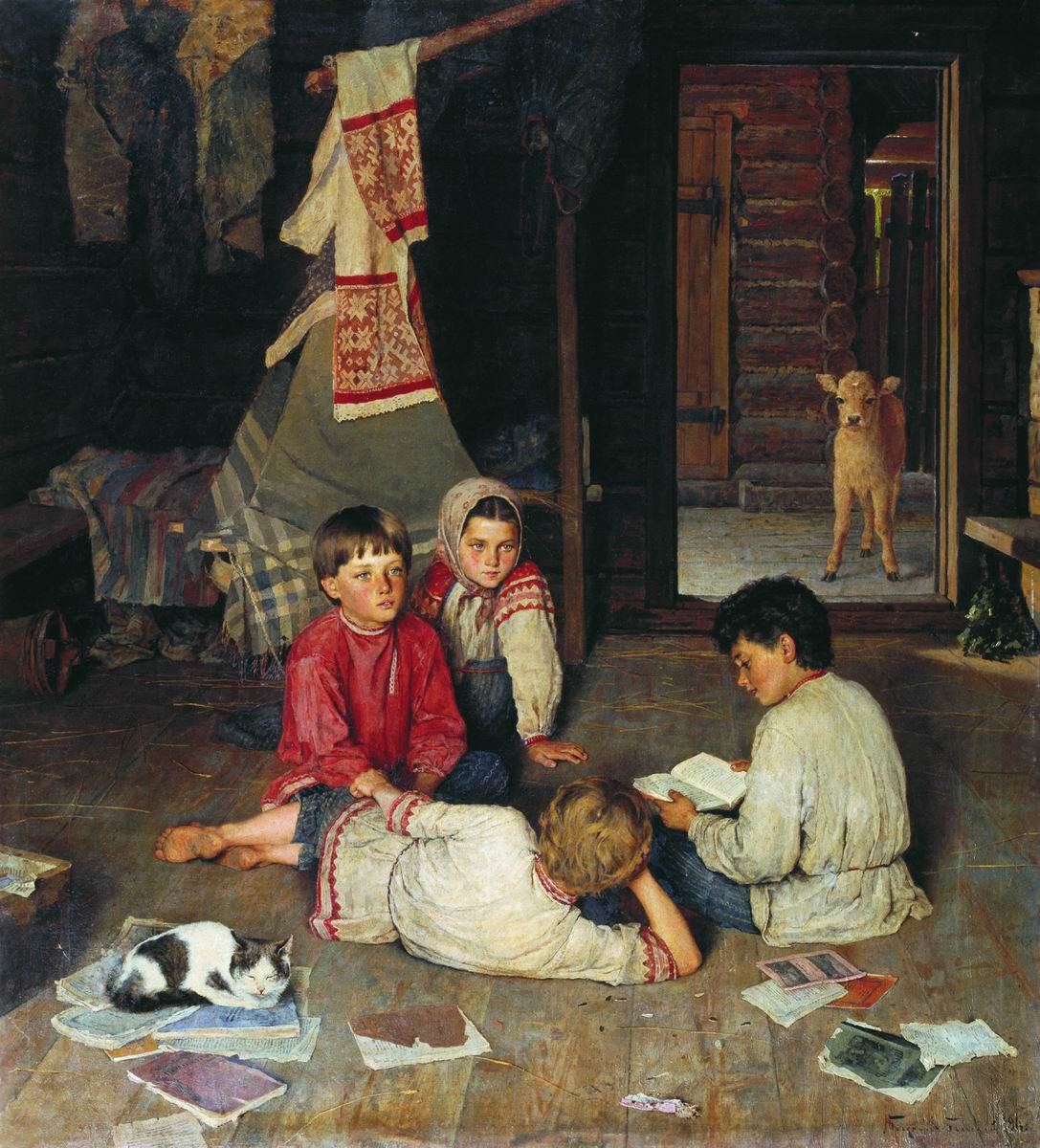
Niños rusos escuchando un nuevo cuento de hadas.

En Rusia, los cuentos de hadas son considerados un subgénero del folclore. Se utilizan para expresar aspectos de la cultura popular. Los cuentos se transmitían casi exclusivamente de forma oral hasta el siglo XVII. Debido a que la escritura se utilizaba para propósitos religiosos únicamente. Gracias a su transmisión oral, los cuentos exploraban diversos métodos de narración. Al estar separados de los medios escritos, los narradores rusos desarrollaron técnicas para crear historias dramáticas e interesantes. Estas técnicas evolucionaron hasta convertirse en elementos consistentes que se pueden ver hoy en día en muchas obras literarias, y son un punto distintivo de los cuentos de hadas rusos. Los cuentos no se limitaban a una clase socioeconómica específica y atraían a un público amplio, lo que causo que se convirtieran en una marca distintiva de la cultura rusa. 
Las influencias culturales en los cuentos de hadas rusos han sido únicas y basadas en la imaginación. El autor polaco-estadounidense y ganador del Premio Nobel, Isaac Bashevis Singer afirma que: "No se hacen preguntas sobre un cuento, y esto es válido para los cuentos populares en todas las naciones. No se contaban como hechos o historia, sino como una forma de entretener al oyente, fuera un niño o un adulto. Algunos tienen moralejas, otros parecen amorales o incluso inmorales. Algunos son fábulas sobre los errores y delirios humanos, otros parecen no tener sentido." Fueron creados para entretener al lector.
Los cuentos de hadas rusos son extremadamente populares y siguen siendo fuente de inspiración para obras artísticas modernas. El ballet de La Bella Durmiente aún se presenta en Nueva York en el American Ballet Theater, y tiene sus raíces en cuentos de hadas rusos originales de 1890. Alexei Ratmansky, el coreógrafo residente de la compañía, se inspiró en el trasfondo ruso para crear la coreografía de la obra.

### Formalismo ruso
Entre las décadas de 1910 y 1930, surgió en Rusia una ola de crítica literaria conocida como formalismo ruso, llamada así por los críticos de esta escuela de pensamiento.

## Análisis
Han surgido muchos enfoques distintos para analizar la morfología de los cuentos de hadas en trabajos académicos. Las diferencias en los análisis se deben a enfoques sincrónicos o diacrónicos. Otras diferencias provienen de como se relacionan los elemento de la historia entre sí. Una vez se identifican los elementos, un estructuralista puede proponer relaciones entre ellos. Una relación paradigmática entre elementos es la de naturaleza asociativa, mientras que una relación sintagmática se refiere al orden y la posición de los elementos en relación con los demás.

### Tópicos literarios
Antes del surgimiento del formalismo ruso, a partir de 1910, Alexandr Veselovkski definió el tópico literario como "la unidad narrativa más simple".  Veselovkski propuso que los distintos argumentos de un cuento surgen de la combinación de estos tópicos.
El análisis de tópicos también formo parte del enfoque de los estudios folclóricos de Stith Thompson. Su investigación de los tópicos en la literatura popular culmino en la publicación del Índice de tópicos de literatura popular (Motif-Index of Folk Literature).

### Estructurales
En 1919, Viktor Shklovsky publico su ensayo titulado "La relación entre los dispositivos de construcción del argumento y los dispositivos generales del estilo".  Como uno de los principales defensores del formalismo ruso,  Shklovsky fue uno de los primeros académicos en criticar métodos fallidos del análisis literario y propuso un enfoque sintagmático para los cuentos populares. En su ensayo afirma: "Mi objetivo no es destacar la similitud de los tópicos literarios, que considero de poca importancia, sino la similitud de los esquemas argumentales."
El análisis sintagmático, impulsado por Vladímir Propp, es un enfoque en el cual los elementos del cuento de hadas se analizan en el orden en que aparecen en la historia. Intentando cambiar lo que consideraba un análisis arbitrario y subjetivo del folclore basado en los tópicos literarios,  Propp publico su libro Morfología del cuento en 1928.  En esta obra, Propp señala un problema con la definición de los tópicos literarios de Veselovsky; al no ser válida, ya que se puede descomponer en unidades aún más pequeñas, lo que contradice su supuesta simplicidad.
Como respuesta, Propp desarrollo su propio sistema específico aplicable a la mayoría de los cuentos clasificados entre los números 300 y 749 del índice Aarne-Thompson. Esta metodología llevo a la creación de las 31 funciones o acciones básicas del cuento de hadas,  que Propp considera como las unidades fundamentales de la narrativa; sosteniendo que existen exactamente 31 funciones distintas, y que en su análisis de 100 cuentos de hadas rusos, los relatos casi siempre siguen el mismo orden de funciones. Las características de los personajes (los dramatis personae) son secundarias en comparación con las acciones que llevan a cabo. También observo que, aunque algunas funciones pueden estar ausentes en ciertos cuentos, el orden en que aparecen nunca cambia.
Alexander Nikiforov, al igual que Shklovsky y Propp, fue un folclorista durante la Rusia soviética de los años 20. En sus primeros trabajos también identifico las ventajas del análisis sintagmático de los cuentos de hadas. En su artículo de 1926 titulado "El estudio morfológico del folclore", Nikiforov afirmó que: "Solo las funciones del personaje, que constituyen su papel dramático en el cuento, son invariables."
Dado que este ensayo fue escrito casi dos años antes de la publicación de Morfología del cuento de Propp,  algunos académicos han especulado que la idea de la función, ampliamente atribuida a Propp, podría haber siso reconocida primero por Nikiforov. No obstante, una fuente afirma que el trabajo de Nikiforov, "no se desarrolló en un análisis sistemático de la sintagmática" y que no logro "distinguir entre principios estructurales y conceptos atomistas". El estudio de la morfología del folclore de Nikiforov no fue continuando más allá de esa única publicación.

## Escritores y coleccionistas

### Aleksandr Afanásiev

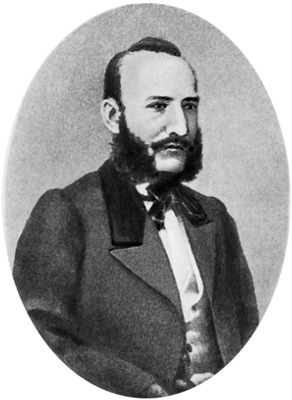
Aleksandr Afanásiev

Aleksandr Afanásiev comenzó a recopilar cuentos populares en una época en la que el folclore se consideraba un simple entretenimiento. Su interés por este género provenía de su fascinación por la mitología eslava antigua. Durante la década de 1850, Afanásiev empezó a registrar parte de su colección con relatos provenientes de su ciudad natal, Boguchar. Otra parte de su colección la obtuvo gracias al trabajo de Vladímir Dal y la Sociedad Geográfica Rusa, quienes recopilaron los cuentos de todo el imperio ruso.
Afanásiev fue uno de los pocos que intentaron crear una recopilación escrita del folclore ruso, algo que hasta entonces había sido limitado por el control de la literatura impresa impuesta por la iglesia eslava, que solo permitía la propagación de textos religiosos. Ante esta situación, Afanásiev respondió, "¡Hay un millón de veces más moralidad, verdad y amor humano en mis leyendas populares que en los sermones santurrones  pronunciados por su Santidad!"
Entre 1855 y 1863, Aleksandr Afanásiev edito la obra Cuentos populares Rusos [Narodnye russkie skazki], una recopilación inspirada en los cuentos de los hermanos Grimm. Esta obra tuvo un impacto cultural profundo entre los académicos rusos, ya que despertó un interés generalizado por el estudio del folclore en Rusia. El renovado interés en el folclore ruso a través del texto escrito impulso el surgimiento de una generación de grandes autores, como León Tolstói y Fiódor Dostoyevski. Los cuentos populares empezaron a adaptarse y producirse rápidamente, desde la publicación de esta colección. Los cuentos rusos se han mantenido como parte fundamental del imaginario popular y siguen siendo ampliamente reconocidos en toda Rusia.

### Aleksandr Pushkin
Aleksandr Pushkin es reconocido como uno de los escritores y poetas más influyentes de Rusia.  Pushkin fue fundamental en la popularización de los cuentos de hadas y revoluciono la literatura del país escribiendo historias con una libertad narrativa y expresiva que no se había visto antes.
Durante una época en la que gran parte de la población rusa era analfabeta, Pushkin brindo a los rusos una nueva forma de imaginar y desear, alejándolos de las rígidas estructuras morales cristianas y acercándolos a lo pagano y mágico.  Por esta razón, a menudo se los considera el "Shakespeare ruso". 
Pushkin adquirió su amor por los cuentos de hadas de su niñera de la infancia, Ariadna Rodiónovna, quien le relataba historias de su aldea cuando él era un niño. Sus relatos continuaron siendo significativos para los rusos, incluso después de su muerte en 1837, especialmente durante los periodos de agitación política a comienzos del siglo XX, en los cuales "los versos de Pushkin ofrecieron a los niños el idioma ruso en su máxima magnificiencia, una lengua que tal vez nunca vuelvan a oír o hablar, pero permanecerá con ellos como un tesoro eterno".
El valor de los cuentos de hadas fue reconocido cien años después de la muerte de Pushkin, cuando la Unión Soviética lo declaro poeta nacional. Durante el régimen zarista, su obra fue censurada. En la época soviética, sus relatos fueron considerados apropiados para la educación, ya que abordaban la vida de la clase baja y contenían tonos anticlericales.

## Corpus
Según la investigación académica, algunos de los cuentos de hadas rusos (o cuentos maravillosos) "más populares y significativos" son los siguientes:
| Numero de cuento | Clasificación rusa                                                                                 | Agrupación en el índice Aarne-Thompson-Uther           | Ejemplos                                                       | Notas                       |
| ---------------- | -------------------------------------------------------------------------------------------------- | ------------------------------------------------------ | -------------------------------------------------------------- | --------------------------- |
| 300              | Victoria contra la serpiente                                                                       | El matadragones                                        | Vanka Verde (segunda mitad)                                    |                             |
| 301              | Los tres reinos                                                                                    | Las tres princesas raptadas                            | La Norka; Amanecer, Medianoche y Crepúsculo                    | [ 30 ]                      |
| 302              | La muerte de Koschéi en un huevo                                                                   | El ogro/demonio que carecia de corazon                 | La muerte de Koschei el inmortal                               |                             |
| 307              | La chica que resucitó de la tumba                                                                  | La princesa en el ataúd                                |                                                                | [ 33 ]                      |
| 313              | Escape magico                                                                                      | El vuelo mágico                                        | El zar del mar y Vasilisa la sabia                             | [ 34 ]                      |
| 315              | La enfermedad fingida (leche de bestia)                                                            | La hermana sin fe                                      |                                                                |                             |
| 325              | Conocimiento practico                                                                              | El aprendiz de brujo                                   |                                                                | [ 37 ]                      |
| 327              | Niños en la cabaña de Baba Yaga                                                                    | Los niños y el ogro                                    |                                                                |                             |
| 327C             | Ivanushka y la bruja                                                                               | El demonio (bruja) se lleva al héroe a casa en un saco |                                                                | [ 40 ]                      |
| 400              | El esposo busca a su esposa, que ha desaparecido o ha sido raptada(o una esposa busca a su esposo) | El hombre en busca de la esposa perdida                | La doncella zar                                                |                             |
| 465              | La esposa hermosa                                                                                  | El hombre perseguido a causa de su bella esposa        | Ve no sé adónde y trae no sé qué                               | [ 42 ]                      |
| 480              | Madrastra e hijastra                                                                               | Las chicas buenas y malas                              | Vasilisa la bella                                              |                             |
| 519              | El ciego y el cojo                                                                                 | La mujer fuerte como novia (Brunhilde)                 |                                                                | [ 44 ] [ 46 ] [ 48 ] [ 50 ] |
| 531              | El caballito jorobado                                                                              | El caballo inteligente                                 | El caballo jorobado; El pájaro de fuego y la princesa Vasilisa | [ 52 ]                      |
| 555              | Gatito de frente dorada (un pez dorado, un árbol magico)                                           | El pescador y su esposa                                | Cuento del pescador y el pescado                               | [ 53 ] [ 55 ]               |
| 560              | El anillo mágico                                                                                   | El anillo mágico                                       |                                                                | [ 56 ] [ 58 ]               |
| 707              | El cuento del zar Saltán [Niños maravillosos]                                                      | Los tres niños de oro                                  | Cuento del zar Saltán, las hermanas malvadas                   | [ 60 ]                      |
| 709              | La zarina muerta o La zarevna muerta                                                               | Blancanieves                                           | Cuento de la princesa muerta y de los siete caballeros         | [ 61 ]                      |